# Heterolatzelia durmitorensis
Heterolatzelia durmitorensis är en mångfotingart som beskrevs av Gulicka 1968. Heterolatzelia durmitorensis ingår i släktet Heterolatzelia och familjen Heterolatzeliidae. Inga underarter finns listade i Catalogue of Life.